# Diocesi di Nebbi
La diocesi di Nebbi (in latino Dioecesis Nebbensis) è una sede della Chiesa cattolica in Uganda suffraganea dell'arcidiocesi di Gulu. Nel 2023 contava 548.500 battezzati su 769.037 abitanti. È retta dal vescovo Constantine Rupiny.

## Territorio
La diocesi comprende il distretto di Nebbi nella regione Settentrionale dell'Uganda.
Sede vescovile è la città di Nebbi, dove si trova la cattedrale del Cuore Immacolato di Maria.
Il territorio si estende su 5.098 km² ed è suddiviso in 22 parrocchie.

## Storia
La diocesi è stata eretta il 23 febbraio 1996 con la bolla Cum ad aeternam di papa Giovanni Paolo II, ricavandone il territorio dalla diocesi di Arua.
Originariamente suffraganea dell'arcidiocesi di Kampala, il 2 gennaio 1999 è entrata a far parte della provincia ecclesiastica di Gulu.

## Cronotassi dei vescovi
Si omettono i periodi di sede vacante non superiori ai 2 anni o non storicamente accertati.
- John Baptist Odama (23 febbraio 1996 - 2 gennaio 1999 nominato arcivescovo di Gulu)
- Martin Luluga † (2 gennaio 1999 - 8 febbraio 2011 ritirato)
- Santus Lino Wanok (8 febbraio 2011 - 23 novembre 2018 nominato vescovo di Lira)
  - Sede vacante (2018-2021)
- Raphael p'Mony Wokorach, M.C.C.I. (31 marzo 2021 - 22 marzo 2024 nominato arcivescovo di Gulu)[1]
- Constantine Rupiny, dal 26 novembre 2024

## Statistiche
La diocesi nel 2023 su una popolazione di 769.037 persone contava 548.500 battezzati, corrispondenti al 71,3% del totale.
| anno | popolazione | popolazione | popolazione | presbiteri | presbiteri | presbiteri | presbiteri                | diaconi | religiosi | religiosi | parrocchie |
| anno | battezzati  | totale      | %           | numero     | secolari   | regolari   | battezzati per presbitero | diaconi | uomini    | donne     | parrocchie |
| ---- | ----------- | ----------- | ----------- | ---------- | ---------- | ---------- | ------------------------- | ------- | --------- | --------- | ---------- |
| 1999 | 324.700     | 423.161     | 76,7        | 44         | 32         | 12         | 7.379                     | 1       | 17        | 48        | 13         |
| 2000 | 339.711     | 434.161     | 78,2        | 50         | 36         | 14         | 6.794                     | 1       | 20        | 36        | 14         |
| 2001 | 353.346     | 440.661     | 80,2        | 52         | 39         | 13         | 6.795                     | 1       | 19        | 42        | 14         |
| 2002 | 367.298     | 440.661     | 83,4        | 58         | 44         | 14         | 6.332                     | 1       | 23        | 45        | 15         |
| 2003 | 383.481     | 456.844     | 83,9        | 61         | 48         | 13         | 6.286                     | 1       | 21        | 43        | 15         |
| 2004 | 403.104     | 473.104     | 85,2        | 58         | 46         | 12         | 6.950                     | 1       | 22        | 31        | 15         |
| 2007 | 454.000     | 520.000     | 87,3        | 55         | 46         | 9          | 8.254                     |         | 18        | 42        | 15         |
| 2013 | 510.080     | 623.431     | 81,8        | 45         | 40         | 5          | 11.335                    | 1       | 15        | 41        | 16         |
| 2016 | 577.340     | 705.457     | 81,8        | 44         | 41         | 3          | 13.121                    | 1       | 20        | 54        | 17         |
| 2019 | 528.178     | 667.917     | 79,1        | 50         | 47         | 3          | 10.563                    |         | 28        | 63        | 20         |
| 2021 | 549.118     | 671.263     | 81,8        | 56         | 53         | 3          | 9.805                     |         | 16        | 67        | 21         |
| 2023 | 548.500     | 769.037     | 71,3        | 66         | 61         | 5          | 8.310                     |         | 31        | 67        | 22         |